# 彩鍊捲管螺
彩鍊捲管螺（学名：Lienardia planilabrum）为捲管螺科細切嘴螺屬下的一个种。